# Donnemarie-Dontilly
Donnemarie-Dontilly és un municipi francès, situat al departament de Sena i Marne i a la regió de Illa de França. L'any 2007 tenia 2.760 habitants.
Forma part del cantó de Provins, del districte de Provins i de la Comunitat de comunes Bassée-Montois.

## Demografia

### Població
El 2007 la població de fet de Donnemarie-Dontilly era de 2.760 persones. Hi havia 1.021 famílies, de les quals 294 eren unipersonals (131 homes vivint sols i 163 dones vivint soles), 278 parelles sense fills, 354 parelles amb fills i 95 famílies monoparentals amb fills.
La població ha evolucionat segons el següent gràfic:
Habitants censats

### Habitatges
El 2007 hi havia 1.230 habitatges, 1.060 eren l'habitatge principal de la família, 73 eren segones residències i 97 estaven desocupats. 1.020 eren cases i 203 eren apartaments. Dels 1.060 habitatges principals, 775 estaven ocupats pels seus propietaris, 258 estaven llogats i ocupats pels llogaters i 27 estaven cedits a títol gratuït; 24 tenien una cambra, 106 en tenien dues, 249 en tenien tres, 277 en tenien quatre i 403 en tenien cinc o més. 718 habitatges disposaven pel capbaix d'una plaça de pàrquing. A 477 habitatges hi havia un automòbil i a 443 n'hi havia dos o més.

### Piràmide de població
La piràmide de població per edats i sexe el 2009 era:
| Homes | Edats   | Dones |
| ----- | ------- | ----- |
| 4     | 95 o +  | 4     |
| 16    | 90 a 94 | 36    |
| 12    | 85 a 89 | 28    |
| 12    | 80 a 84 | 24    |
| 48    | 75 a 79 | 40    |
| 60    | 70 a 74 | 72    |
| 72    | 65 a 69 | 44    |
| 36    | 60 a 64 | 64    |
| 64    | 55 a 59 | 48    |
| 80    | 50 a 54 | 76    |
| 96    | 45 a 49 | 104   |
| 116   | 40 a 44 | 132   |
| 84    | 35 a 39 | 128   |
| 80    | 30 a 34 | 64    |
| 76    | 25 a 29 | 80    |
| 76    | 20 a 24 | 76    |
| 68    | 15 a 19 | 112   |
| 128   | 10 a 14 | 88    |
| 96    | 5 a 9   | 100   |
| 44    | 0 a 4   | 72    |

## Economia
El 2007 la població en edat de treballar era de 1.734 persones, 1.246 eren actives i 488 eren inactives. De les 1.246 persones actives 1.150 estaven ocupades (620 homes i 530 dones) i 97 estaven aturades (39 homes i 58 dones). De les 488 persones inactives 163 estaven jubilades, 154 estaven estudiant i 171 estaven classificades com a «altres inactius».

### Ingressos
El 2009 a Donnemarie-Dontilly hi havia 1.078 unitats fiscals que integraven 2.721 persones, la mediana anual d'ingressos fiscals per persona era de 18.422,5 €.

### Activitats econòmiques
Dels 107 establiments que hi havia el 2007, 5 eren d'empreses extractives, 2 d'empreses alimentàries, 3 d'empreses de fabricació d'altres productes industrials, 17 d'empreses de construcció, 13 d'empreses de comerç i reparació d'automòbils, 6 d'empreses de transport, 6 d'empreses d'hostatgeria i restauració, 2 d'empreses d'informació i comunicació, 8 d'empreses financeres, 3 d'empreses immobiliàries, 15 d'empreses de serveis, 20 d'entitats de l'administració pública i 7 d'empreses classificades com a «altres activitats de serveis».
Dels 36 establiments de servei als particulars que hi havia el 2009, 1 era una oficina d'administració d'Hisenda pública, 1 gendarmeria, 1 oficina de correu, 3 oficines bancàries, 2 tallers de reparació d'automòbils i de material agrícola, 1 autoescola, 3 paletes, 4 guixaires pintors, 1 fusteria, 3 lampisteries, 3 electricistes, 2 empreses de construcció, 2 perruqueries, 4 restaurants, 3 agències immobiliàries, 1 tintoreria i 1 saló de bellesa.
Dels 8 establiments comercials que hi havia el 2009, 1 era un hipermercat, 1 un supermercat, 1 una botiga de més de 120 m², 2 fleques, 1 una fleca, 1 una peixateria i 1 una joieria.
L'any 2000 a Donnemarie-Dontilly hi havia 9 explotacions agrícoles que ocupaven un total de 268 hectàrees.

## Equipaments sanitaris i escolars
El 2009 hi havia 1 farmàcia i 1 ambulància.
El 2009 hi havia 1 escola maternal i 1 escola elemental. Donnemarie-Dontilly disposava d'un col·legi d'educació secundària amb 505 alumnes.

## Poblacions més properes
El següent diagrama mostra les poblacions més properes.